# Helsingør IF
Helsingør IF, kurz HIF, ist ein Sportverein aus dem dänischen Helsingør, der insbesondere dank seiner Damen-Handballmannschaft bekannt wurde.
Die Damen-Handballmannschaft konnte 1963 erstmals dänischer Meister werden und im Anschluss daran das Finale im Europapokal der Landesmeister, der heutigen Champions League erreichen. Im Halbfinale konnte der Eimsbütteler TV zwar noch 6:7 und 8:2 geschlagen werden, doch im Endspiel musste sich Helsingør knapp 13:14 Rapid Bukarest geschlagen geben. In der nationalen Meisterschaft gewann der Verein noch 1983 und 1984 zwei weitere Male den Titel.